# Sunnyside-Tahoe City
Sunnyside-Tahoe City és una concentració de població designada pel cens dels Estats Units a l'estat de Califòrnia. Segons el cens del 2000 tenia 1.761 habitants.

## Demografia
Segons el cens del 2000, Sunnyside-Tahoe City tenia 1.761 habitants, 789 habitatges, i 362 famílies. La densitat de població era de 199,4 habitants/km².
Dels 789 habitatges en un 20,8% hi vivien nens de menys de 18 anys, en un 37,9% hi vivien parelles casades, en un 4,6% dones solteres, i en un 54,1% no eren unitats familiars. En el 30% dels habitatges hi vivien persones soles el 3,7% de les quals corresponia a persones de 65 anys o més que vivien soles. El nombre mitjà de persones vivint en cada habitatge era de 2,23 i el nombre mitjà de persones que vivien en cada família era de 2,75.
Per edats la població es repartia de la següent manera: un 15,9% tenia menys de 18 anys, un 7,4% entre 18 i 24, un 45% entre 25 i 44, un 25,7% de 45 a 60 i un 6% 65 anys o més.
L'edat mediana era de 36 anys. Per cada 100 dones de 18 o més anys hi havia 132,5 homes.
La renda mediana per habitatge era de 56.875 $ i la renda mediana per família de 79.412 $. Els homes tenien una renda mediana de 41.136 $ mentre que les dones 25.833 $. La renda per capita de la població era de 33.534 $. Entorn de l'1,1% de les famílies i el 5,5% de la població estaven per davall del llindar de pobresa.

## Poblacions més properes
El següent diagrama mostra les poblacions més properes.